# Volume 6: Poetry for the Masses
Volume 6: Black Anvil Ego is de zesde Desert Sessions-mini-lp van het project van Josh Homme. 
De teksten op nummers B1, B4 & B5 zijn de resultaten van een wedstrijd.

## Tracklist en Sessiemuzikanten
B:1. "A#1" - 3:38
- Gitaar – Brant Bjork
- Zang. Drum, Basgitaar en Gitaar – Josh Homme
- Tekst door – Mel Quinland

B:2. "Like a Drug" - 2:16
- Percussie – Brant Bjork
- Overige instrumenten en Zang – Josh

B:3. "Take Me to Your Leader" - 4:40 door de band 'The Aliens That Ate Hollywood'
- Gitaar, Zang – Fugitive Pope
- Gitaar, Zang – Digital D
- Percussie – Carlo, Fred Drake, Gene Troutman
- Trombone, Zang – Chizm
- Tekst door – Conley, Laine, Anderson

B:4. "Teens of Thailand" - 5:29
- Gitaar – Dave Catching
- Gitaar – Carlo (Josh Homme)
- Drum – Barrett Martin
- Basgitaar – The Kid
- Tekst door – The Amish Cowboy/Your Worst Fucking Nightmare

B:5. "Rickshaw" - 3:43
- Gitaar – Josh (Josh Homme)
- Drum2 – Adam Maples
- Drum1 – Gene Troutman
- Basgitaar – Hosh Ross Sonjoni (Josh homme)
- Tekst door – Staci Wadsworth

## Sessiemuzikanten
- Josh Homme: basgitaar, gitaar, Yamaha, zang, drum en percussie
- Fred Drake: drum en percussie
- Dave Catching: piano, gitaar en zang
- Brant Bjork: drum, gitaar en percussie
- Mario Lalli: zang
- Blag Dahlia: zang
- Gene Trautmann: drum en percussie
- Barrett Martin: drum
- Adam Maples: drum
- Teddy Quinn: zang
- Tony Mason: gitaar en basgitaar